# Барон Кэрью
Барон Кэрью — аристократический титул, создававшийся трижды в британской истории (1605 год — Пэрство Англии, 1834 год — Пэрство Ирландии и 1838 год — Пэрство Соединённого королевства).

## История
Впервые титул барона Кэрью был создан 4 мая 1605 года для сэра Джорджа Кэрью (1555—1629), впоследствии графа Тотнеса (с 1626 года). Оба титулы прервались после смерти Джорджа Кэрью, не оставившего законных наследников.
Вторая и третья креации были созданы в пользу одного и того же человека, ирландского политика и землевладельца Роберта Шапленда Кэрью (1787—1856), который ранее представлял графство Уэксфорд в Палате общин Великобритании (1812—1830, 1831—1834) и служил в качестве лорда-лейтенанта графства Уэксфорд (1831—1856). 13 июня 1834 года для него был создан титул барона Кэрью в системе Пэрства Ирландии, а 9 июля 1838 года он был сделан бароном Кэрью из замка Боро в графстве Уэксфорд (Пэрство Соединённого королевства). Его старший сын, Роберт Шампленд Кэрью, 2-й барон Кэрью (1818—1881), член Либеральной партии, заседал в Палате общин от графства Уотерфорд (1840—1847) и служил лордом-лейтенантом Уэксфорда (1856—1881).
После смерти его младшего сына, Джорджа Патрика Джона Кэрью, 4-го барона Кэрью (1863—1926), эта линия семьи прервалась. Последнему наследовал его двоюродный брат, Джеральд Шапленд Кэрью, 5-й барон Кэрью (1860—1927). Он был сыном достопочтенного Шапленда Фрэнсиса Кэрью. младшего сына первого барона. Его сын, Уильям Фрэнсис Конолли-Кэрью, 6-й барон Кэрью (1905—1994), в 1938 году принял дополнительную фамилию «Конолли», которую носил его дед по материнской линии. 
По состоянию на 2024 год носителем титула являлся его внук, Уильям Патрик Конноли-Кэрью, 8-й барон Кэрью (род. 1973) — сын Патрика Томаса Конолли-Кэрью, 7-го барона Кэрью (1938—2024), который стал преемником своего отца в 2024 году.
В период с 1956 по 1965 год 6-й барон Кэрью был владельцем Каслтаун-хауса в посёлке Селбридж и недвижимости в графстве Килдэр. Каслтаун-хаус считается одним из загородных домов Ирландии, в настоящее время в доме открыт музей и является собственностью Ирландского государства.
Первоначальной семейной резиденцией баронов Кэрью был Вудстаун-хаус в Уотерфорде, но в настоящее время это Донадеа-хаус в окрестностях Нейса в графстве Килдэр.

## Бароны Кэрью, первая креация (1605)
- 1605—1629: Джордж Кэрью, 1-й барон Кэрью (29 мая 1555 — 27 марта 1629), 1-й граф Тотнес (1626—1629), второй сын священника Джорджа Кэрью (1497—1498 — 1583), декана Виндзора. Лорд-президент Манстера[англ.] (1600—1603), генерал-лейтенант артиллерии (1592—1608) и мастер-генерал артиллерии[англ.] (1608—1629).

## Бароны Кэрью, вторая и третья креации (1834/1838)
- 1834—1856: Роберт Шапленд Кэрью, 1-й барон Кэрью[англ.] (9 марта 1787 — 2 июня 1856), единственный сын депутата Роберта Шапленда Кэрью (1752—1729)[1];
- 1856—1881: Роберт Шапленд Кэрью, 2-й барон Кэрью[англ.] (28 января 1818 — 9 сентября 1881), старший сын предыдущего[2];
- 1881—1923: Роберт Шапленд Джордж Джулиан Кэрью, 3-й барон Кэрью[англ.] (15 июня 1860 — 29 апреля 1923), старший сын предыдущего[3];
- 1923—1926: Джордж Патрик Джон Кэрью, 4-й барон Кэрью[англ.] (1 февраля 1863 — 21 апреля 1926), младший брат предыдущего[4];
- 1926—1927: Джеральд Шапленд Кэрью, 5-й барон Кэрью[англ.] (26 апреля 1860 — 3 октября 1927), единственный сын достопочтенного Шапленда Фрэнсиса Кэрью (1827—1892), младшего сына 1-го барона Кэрью[5];
- 1927—1994: Уильям Фрэнсис Конноли-Кэрью, 6-й барон Кэрью[англ.] (23 апреля 1905 — 27 июня 1994), старший сын предыдущего[6];
- 1994—2024: Патрик Томас Конноли-Кэрью, 7-й барон Кэрью (6 марта 1938 — 18 декабря 2024), старший сын предыдущего[7];
- 2024 — настоящее время: Уильям Патрик Конноли-Кэрью, 8-й барон Кэрью (род. 27 марта 1973), единственный сын предыдущего[8];
  - Наследник титула: достопочтенный Патрик Эдвард Конноли-Кэрью (род. 12 ноября 2002), единственный сын предыдущего[9].